# Gliese 710
Gliese 710 е звезда от типа оранжево джудже, от спектрален клас K7 в съзвездието Змия, с видима величина 9,66 и маса 0,4 – 0,6 слънчеви маси. Размерът ѝ е 0,67 слънчеви радиуса, а повърхностната температура 4250 K.
Gliese 710 се намира на около 63 светлинни години от Земята, но заслужава особено внимание, тъй като собственото ѝ движение, разстоянието до нея и радиалната скорост показват, въз основа на последните данни от Хипаркос, че тя ще се доближи в рамките на 1,1 светлинни години (70 000 астрономически единици) от Земята в близките 1,4 милиона години. При най-голямото си приближение, тя ще изглежда като звезда от първа звездна величина, съпоставима по яркост с Антарес. Собственото движение на Gliese 710 е много малко предвид на разстоянието до нея, което означава, че тя се движи почти директно към нас (сравни например с Арктур).
В интервала от време от ± 10 милиона години спрямо настоящия момент, Gliese 710 е звездата, чиято комбинация от маса и близък подход ще предизвика най-големите гравитационни смущения в Слънчевата система. В частност, те биха имали потенциала да дестабилизират облака на Оорт в такава степен, че да изпратят значително количество комети навътре в системата, част от които биха могли да се сблъскат с планети или други тела. Все пак, последните динамични модели показват, че нетното увеличение на метеоритните бомбардировки вследствие преминаването на Gliese 710 ще бъде не повече от 5%. Според същите изчисления най-близкият подход ще се осъществи след около 1 360 000 години, когато Gliese 710 ще бъде на 0,337 ± 0,177 парсека (1,1 светлинни години) от Слънцето.
Звездата с втория по значимост подобен ефект за същия период от ± 10 милиона години е Алгол, тройна звездна система от съзвездието Персей, която преди 7,3 милиона години е преминала на най-малко 9,8 светлинни години от Слънцето. По-голямото разстояние обаче частично е било компенсирано със значително по-голямата обща маса на системата от 5,8 слънчеви маси.